# Lycurgue (Eurypontide)
Pour les articles homonymes, voir Lycurgue.
Lycurgue (grec : Λυκοῦργος) est devenu le roi eurypontide de Sparte en 219 av. J.-C. lorsque la dyarchie spartiate a été restaurée, deux ans après la défaite de Sellasie.
Il devient l'unique roi en 215 av. J.-C.. 
Polybe affirme que Lycurgue a soudoyé chaque talent des Ephores pour que sa demande soit acceptée. Toutefois, selon Lazenby, il s'agit probablement d'une propagande hostile.